# Ворота Прато
Порта аль Прато, или Ворота Прато (итал. Porta al Prato) — памятник архитектуры, часть древней крепостной стены во Флоренции. Находятся посередине городской кольцевой дороги на стыке проспекта Братьев Росселли, улицы Понте-алле-Моссе, проспекта Бельфьоре и Прато.
Это одни из самых старых сохранившихся ворот Флоренции. Построены в 1285 году. Как другие и городские ворота они были понижены в 1526 году, чтобы сделать их менее уязвимыми для атак артиллерии противника. Над аркой ворот лоджия с остроконечной крышей, вершину которой украшает металлический флюгер.
Название ворот происходит от названия района или площади Прато, что означает «лужайка». В средние века здесь находился рынок по продаже рогатого скота.
На внутренней стороне ворот находились фреска Богоматери с младенцем и святыми, приписываемая Микеле ди Ридольфо. 
Район Прато в течение трёх столетий служил местом проведения флорентийского кальчо и местом рынка крупного рогатого скота.
Перед воротами находится железнодорожная станция Леопольда, большой выставочный зал, а рядом с ним железнодорожная станция Фиренце-Порта-аль-Прато. 
Кроме того, площадь территории Прато зависит от введения в эксплуатацию новой трамвайной линии T1, которая соединит поезда между Фиренце-Порта-аль-Прато и вокзалом Санта-Мария-Новелла и станцией Скандиччи.

## Источники

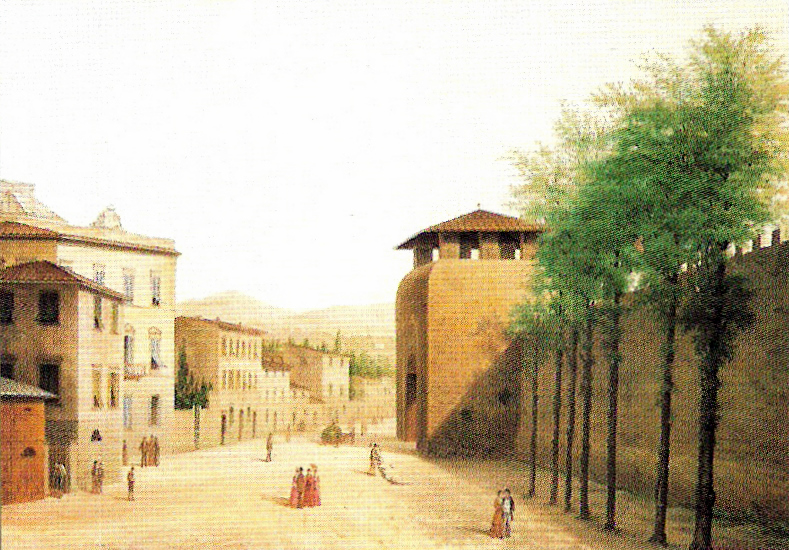
Фабио Борботтони. «Ворота Прато во Флоренции» (XIX).